# Аккурган (Казахстан)
Аккурга́н (каз. Аққорған) — село у складі Келеського району Туркестанської області Казахстану. Входить до складу Біртілецького сільського округу.
Населення — 1977 осіб (2021; 1962 у 2009, 1130 у 1999, 862 у 1989).